# Pierre Niney
Pierre Niney (Boulogne-Billancourt, 13 de marzo de 1989) es un actor franco-belga que fue residente de la Comédie-Française, desde 2010 hasta 2015. Fue ganador en los Premios César por su interpretación en la película Yves Saint Laurent, convirtiéndose en el actor más joven en obtener el galardón. Su última nominación fue gracias a Frantz, película de 2016.

## Biografía
Durante sus estudios para la industria del cine, asistió a las audiencias de la clase libre del Cours Florent, donde estudió durante dos años, y posteriormente en el Conservatorio Nacional de Arte Dramático de París. Luego se unió a la compañía de la Comédie-Française, el 16 de octubre de 2010, cuando tenía sólo veintiún años, convirtiéndose en el residente más joven del grupo. Después de varias apariciones en películas y cortometrajes de televisión, obtuvo varios papeles en el cine, e incluso en películas seleccionadas en el Festival de Cine de Cannes.

## Vida privada
Pierre Niney mantiene una relación con la actriz y fotógrafa australiana Natasha Andrews desde el año 2008.

## Filmografía

### Películas
- 2007 : La Consolation de Nicolas Klotz y Élisabeth Perceval
- 2008 : Nos 18 ans de Frédéric Berthe : Loïc
- 2009 : Réfractaire de Nicolas Steil : Armand
- 2009 : LOL de Lisa Azuelos : Julien
- 2009 : L'Armée du crime de Robert Guédiguian : Henri Keltekian
- 2010 : La Fonte des glaces de Stéphane Raymond y Julien Lacheray : Gabriel
- 2010 : Les Émotifs anonymes de Jean-Pierre Améris : Ludo
- 2010 : L'Autre Monde de Gilles Marchand : Yann
- 2011 : Les Neiges du Kilimandjaro de Robert Guédiguian
- 2011 : J'aime regarder les filles de Frédéric Louf : Primo
- 2012 : Comme des frères de Hugo Gélin : Maxime
- 2013 : 20 ans d'écart de David Moreau : Balthazar
- 2014 : Yves Saint Laurent de Jalil Lespert : Yves Saint Laurent
- 2015 : Un homme idéal de Yann Gozlan : Mathieu Vasseur
- 2016 : Five de Igor Gotesman : Samuel
- 2016 : L'Odyssée de Jérôme Salle : Philippe Cousteau
- 2016 : Altamira de Hugh Hudson : Paul Ratier
- 2016 : Frantz de François Ozon : Adrien Rivoire
- 2017 : La Promesse de l'aube de Éric Barbier
- 2018 : Sauver ou périr de Frédéric Tellier
- 2020 : Boîte noire de Yann Gozlan
- 2022 : Mascarade de Nicolas Bedos
- 2024: El conde de Montecristo de Alexandre de La Patellière y  Matthieu Delaporte

### Películas para televisión
- 2006 : La Dame d'Izieu de Alain Wermus : Théo Reis
- 2009 : Folie douce de Josée Dayan : Arnaud
- 2010 : Marion Mazzano de Marc Angelo : Yann Vérac
- 2010 : Les Diamants de la victoire de Vincent Monnet : Boivin de Bièvre

#### Series de televisión
- 2012 : Very Bad Blagues (episodio 76, temporada 2)
- 2013-2015 : Casting(s)
- 2024: Fiasco (Netflix)